# Романов, Владимир Павлович (адмирал)
Владимир Павлович Романов (12 июля 1796, Александрия, Екатеринославское наместничество — 11 октября 1864, Александрия, Александрийский уезд, Херсонская губерния) — морской офицер, участник кругосветного плавания на корабле Российско-американской компании «Кутузов» (1820—1822). Автор географических публикаций. В связи с событиями 14 декабря 1825 года был арестован и около девяти месяцев провёл в казематах Петропавловской крепости. По результатам следствия по решению императора был переведён из Петербурга в Черноморский флот. Участник морских сражений русско-турецкой войны 1828—1829 годов. Контр-адмирал. Дед философа-публициста В. С. Соловьёва.

## Биография

### Происхождение и образование
Родился в уездном городе Александрия, Екатеринославского наместничества в дворянской помещичьей семье, связанной корнями с казацким родом, к которому по семейному преданию принадлежал и известный русский и украинский философ XVIII века Г. С. Сковорода.
Брат — Василий Павлович (1799—1874), выпускник Морского кадетского корпуса, генерал-лейтенант флота.
В 1810 году Владимир Романов стал кадетом Морского кадетского корпуса. 26 мая 1811 года был произведен в гардемарины. В октябре 1812 года по решению Комитета министров, опасавшегося за судьбу столицы из-за угрозы возможного наступления французов, воспитанники корпуса были отправлены в Свеаборг на линейных кораблях «Северная Звезда» и «Борей», которые после этого приняли участие в походе эскадры вице-адмирала Р. В. Кроуна к берегам Англии. Кадеты находились в Финляндии около четырёх месяцев.
19 февраля 1814 года был выпущен из корпуса в звании мичмана.

### Морская служба
Назначен командиром галета № 5. 24 июня 1814 года переведён на 66-пушечный линейный корабль «Всеволод». Участвовал в крейсерских плаваниях по Балтийскому морю и в походе до Копенгагена (1817).
26-го июля 1818 года был произведён в лейтенанты. За плавание в 1818 году на фрегате «Проворный» из Кронштадта в Кадикс был награждён орденом Св. Владимира 4-й степени.
В 1820—1822 годах под командованием П. А. Дохтурова участвовал в кругосветном плавании к берегам Русской Америки на корабле Российско-американской компании «Кутузов» вокруг мыса Горн в Ново-Архангельск.
По возвращении в Кронштадт Романов, на основе собственных географических и этнографических наблюдений при ознакомлении с русскими владениями в Северной Америке, в декабре 1822 года обратился к начальнику Морского штаба А. В. Моллеру с предложениями по организации там сухопутной экспедиции для описания территорий от реки Медной до Гудзонова залива, где уже действовала британская Компания Гудзонова залива, с целью подтвердить отсутствие перешейка между Азией и Северной Америкой и установить удобный путь сообщения Русской Америки с британскими факториями на востоке континента. В своём представлении «Предначертания экспедиции от реки Медной по сухому пути до Ледовитого моря и Гудзонскаго залива» он написал, что во время плавания на корабле «Кутузов» ему удалось собрать: 

 «сведения относительно стран и народов, подвластных России в Америке. Вследствие таковых с моей стороны розысканий Медная река представилась мне удобнейшим местом для совершения по ней экспедиции, могущей послужить к распространению географических познаний и торговых выгод отечества нашего».
Несмотря на поддержку начинания В. П. Романова со стороны управляющего Русской Америкой М. И. Муравьёва, его проект экспедиции был отклонён правлением Российско-Американской компании.
8 февраля 1823 года Романов представил Моллеру новое предложение — «Предначертание экспедиции для описи берега Америки между Ледяным мысом и Маккензиевою рекою», имея в виду возможность совместить его экспедицию с отправляемой в тот регион экспедицией О. Е. Коцебу на шлюпе «Предприятие». Но и это предложение было оставлено без внимания.
Уверенный в целесообразности своих проектов, В. П. Романов не оставлял попыток привлечь к ним общественное внимание. Он составил «Вопросник для сбора сведений об американской народности калошах», в 1825 году опубликовал в Петербурге в журнале «Северный архив» статью «Мысли о путешествии, которое можно предпринять от реки Медной по сухому пути до Ледовитаго моря и до Гудзонскаго залива». Почти одновременно в Москве в «Московском телеграфе» было напечатано изложение его предложения — «Предначертание путешествия от западных берегов Северной Америки до Ледовитаго моря и до Гудзонскаго залива». В 1829 году редакция «Отечественных записок» попросила Романова, как авторитета в области исследования северных территорий, написать примечания к публикуемой анонимной статье «Предположение об описи Ледовитого моря на нартах».
В конце 1824 года лейтенант 2-го флотского экипажа В. П. Романов отпросился в отпуск по семейным обстоятельствам и уехал в Херсонскую губернию. В декабре 1824 года он написал просьбу об отставке, уведомив при этом Российско-американскую компанию о готовности участвовать в экспедиции, «ежели Компания хочет употребить меня для выполнения прожекта моего». 15 января 1826 года был уволен со службы с чином капитан-лейтенанта.

### Следствие по делу 14 декабря 1825 года
Работа над проектами сблизила В. П. Романова с участниками тайного Северного общества моряком Н. А. Бестужевым и правителем канцелярии Российско-Американской компании К. Ф. Рылеевым.
После состоявшихся 14 декабря 1825 года событий в бумагах арестованного Рылеева было обнаружено письмо В. П. Романова от 6 декабря 1825 года, в котором некоторые фразы, связанные с судьбой проекта северной экспедиции и его личным участием в ней, были истолкованы следователями как свидетельства участия автора в деятельности тайного общества.

Вскоре по отправлении последнего письма к Вам, почтеннейший Кондратий Федорович, поражены были печалию, узнавши о смерти нашего царя, многие проливали слезы сожаления; а на сих днях обрадованы были, узнав о восшествии на престол Константина Павловича, который, верно, поддержит правление своего брата и пойдет по следам бабушки.
В том письме просил Вас известить меня, нету ли каких препоручений у Вас на севере, т.е. посылка к полюсу или для описания Северной нашей Америки, а я на всё готов, а ежели нету, то хоть на юге в вновь учреждаемой компании; а я желаю быть полезным и исполнять все, что будет препоручено от Вашей компании, и найдёте готового душевно Вам преданного
Владимира Романова
Декабря 6-го дня 1825 года Александрия Херсонской губернии.

30 декабря 1825 года на письме Романова Николай I оставил пометку-указание: «Надо послать приказание губернатору его выслать сюда, а бумаги запечатать».
Арестованный 17 января 1826 года в селе Березовка Александрийского уезда Херсонской губернии, только что получивший отставку и чин капитан-лейтенанта, В. П. Романов 28 января 1826 года был доставлен в Петербург на главную гауптвахту и в тот же день переведён в Петропавловскую крепость. Так как на предварительном допросе он не признал своего участия в тайном обществе, то на 46-м заседании следственного комитета 31 января 1826 года было решено потребовать от «2-го флотского экипажа лейтенанта Романова» ответов на вопросные пункты, в ответах на которые Романов продолжал отрицать какое-либо участие в деятельности заговорщиков. Знакомство и переписку с Рылеевым он объяснял только тем, что к последнему попали и заинтересовали его предложения по организации экспедиций Российско-американской компании и что «Рылеев вызвался стараться согласить директоров, чтобы я был туда отправлен».
Следствие располагало также показаниями Н. А. Бестужева, считавшего, что Романов был принят Рылеевым в общество осенью 1825 года, но в деятельности его не участвовал. Сам Рылеев, на следствии пытавшийся отрицать членство в тайном обществе лиц, которые могли быть уличены только им, показал, что он лишь рассказывал о целях общества Романову, обещавшего ему своё участие в их достижении.

3 февраля 1826 г.
Лейтенант Романов знает от меня о существовании Общества и обещал, когда нужно будет, принять участие в достижении цели, предположенной Обществом, и по первому известию приехать, куда будет ему назначено от меня.
Подпоручик Кондратий Рылеев

После очной ставки с Рылеевым 22 марта 1826 года Романов признал, что «знал о существовании тайного общества, имеющего целью предложить введение конституционного правления, но никакого обещания в содействии не давал».
Дело В. П. Романова, переданное в ведение занимавшегося в ходе следствия Северным обществом А. Х. Бенкендорфа, оказалось в числе 127 дел на подозреваемых лиц, участие которых в деятельности тайных обществ и в событиях 14 декабря 1825 года не было доказано или было незначительным и большая часть которых не была передана в суд.
В «Алфавите Боровкова» отмечено, что В. П. Романова «по докладу Комиссии 15-го июля высочайше повелено, продержав ещё три месяца в крепости, отправить на службу в Черноморский флот и ежемесячно доносить о поведении».

### Продолжение службы
С 15 сентября 1826 года продолжил службу лейтенантом сначала в Николаеве, затем в Севастополе. В 1827 году участвовал в плаваниях на шлюпе «Диана» вдоль берегов Абхазии.
Во время Русско-турецкой войны на корабле «Париж» участвовал в сражениях у Анапы и Варны.
В июле 1828 года был освобождён от полицейского надзора. 18-го августа 1828 года получил звание капитан-лейтенанта. Во время штурма Варны 22 сентября того же года был ранен в голову. Награждён орденом Св. Анны 2-й степени и золотой саблей «За храбрость». В 1829 году Романов, командуя флотилией гребных судов, отличился в военных действиях в Бургасском заливе.
В 1830—1831 годах командовал бригом «Мингрелия», исполнявшим сторожевые функции на рейдах Одессы и Николаева. В 1833 году был награждён орденом Станислава 2-й степени за участие в плавании на флагманском корабле «Память Евстафия» адмирала М. П. Лазарева в составе эскадры, направленной с десантными войсками из Севастополя в Босфор.
В 1834—1842 годах находился в долгосрочном отпуске из-за полученных ранений. 18 марта 1842 года был зачислен в 30-й флотский экипаж, но уже 22 июля того же года по семейным обстоятельствам вышел в отставку с чином капитана 2-го ранга.
12 лет занимался обустройством своего имения в Херсонской губернии, способствовал распространению передовых методов ведения сельского хозяйства в южной России. Был избран в члены Вольного экономического общества, Московского общества сельского хозяйства и других. Надворный советник.
В связи с началом Крымской войны В. П. Романов своим пожертвованием принял участие в оснащении малых судов для Российского императорского флота на Балтике, 14 апреля 1854 года вступил в морское ополчение, сформированное по указу императора от 2 апреля 1854 года. Командовал флотилией из 15 гребных канонерских лодок, построенных на собранные по вей России средства. Участвовал в боевых действиях против английских кораблей в финляндских шхерах. В июле 1854 года капитан-лейтенанту В. П. Романову была поручена операция по переводу из Свеаборга в Або отряда из пяти военных пароходов на виду английских крейсеров. Понимая рискованность операции, командиры российских кораблей договорились, в случае окружения, «сцепиться с неприятелем и взорваться на воздух». За успешное выполнение задания Романов был отмечен императорским благоволением. В ноябре 1854 года он был произведён в капитаны 2-го ранга.
В декабре 1854 года Николай I личным указом, опубликованным на страницах «Морского сборника», выразил монаршую благодарность «волонтёру гребной флотилии и капитану 2-го ранга Владимиру Романову».
В 1855 году, по собственной просьбе, был переведён в Севастополь. Участвовал в обороне города. 28 августа 1855 года был контужен. Награжден знаком Императорской короны ордена Св. Станислава 2-й степени. 26 августа 1856 года за отличие был произведён в звание капитана 1-го ранга.
7 марта 1860 года был зачислен в резерв. 30 августа 1861 года вышел в отставку с присвоением чина контр-адмирала.
Исполнял обязанности мирового посредника по Александрийскому уезду Херсонской губернии. Был в дружеских отношениях с поэтом А. А. Фетом.
Умер в Александрии 11 октября 1864 года.

### Исследования и публикации

#### Исследовательская деятельность
Свои первые этнографические наблюдения и заметки Романов сделал в городе Кадиксе во время плавания на фрегате «Проворный».
В период пребывания «Кутузова» в Русской Америке он собирал географические сведения об островах и северо-западных берегах Америки, о хозяйственной жизни и обрядах коренных жителей — индейцев. На обратном пути, при заходе в Бразилию, В. П. Романов сопровождал в поездке по провинции Минас-Жерайс российского консула Г. И. Лангсдорфа, который в июле 1822 года отправил на «Кутузове» в Петербургскую академию наук коллекцию зоологических трофеев.
Во время крейсерских плаваний шлюпа «Диана» у Кавказского побережья он проводил картографические работы и составил описания и карты заливов Сухуми и Редут-Кале, а составленный им «Словарь абазинский» сохранил сведения об языках абхазо-адыгской группы начала XIX века.
В 1857 году Русское общество пароходства и торговли поручило ему составление описи и карты реки Днестр. Позднее Романов, как акционер этого Общества, по итогам проведенной им инспекции его транспортной системы, пришёл к выводу о необходимости перемен в кадровой политике и настаивал на выдвижении людей «со специальными сведениями или оказавшими уже свои способности; таких людей нужно стараться заинтересовать к делу…».
27 марта 1861 года получил благодарность генерал-адмирала великого князя Константина Николаевича за сбор материалов по истории Российского флота для подготовки проектов нового Морского устава.
Был избран членом-корреспондентом Морского ученого комитета и членом нескольких императорских обществ, в том числе, Вольного экономического общества, Русского географического общества, Московского общества сельского хозяйства и других.

#### Публикации
Склонность к писательству проявилась у В. П. Романова в годы учения в Морском кадетском корпусе. Познакомившись с издателем П. П. Свиньиным, он начал сотрудничать с «Отечественными записками», где в 1820 году был опубликован фрагмент его записок о плавании на фрегате «Проворный» и другими современными ему журналами:
- Отрывок из походных записок об Испании — Отечественные записки, 1820, ч. 2, № 3
- О колюжах или калошах вообще — Северный архив, 1825, ч. XVII
- Предначертание путешествия от западных берегов Северной Америки до Ледовитаго моря и до Гудзонскаго залива — Московский телеграф, 1825, ч. V, № 18
- Мысли о путешествии, которое можно предпринять от реки Медной по сухому пути до Ледовитого моря и до Гудзонского залива — Северный архив, 1825, № 19.
- Примечания к статье «Предположение об описи Ледовитого моря на нартах» — Отечественные записки, 1829, ч. 39.
- Замечания о рейде при Сухум-Кале — Записки Ученого Комитета Морского Штаба Е. И. В., 1829, ч. 3.
- Заметки на статью: Список кораблей, участвовавших в кругосветных плаваниях — Северная пчела, 1851, № 120.

## Семья
В конце 1824 года женился на Екатерине Фёдоровне Бржеской.
Сын — Вадим (1841—1890), выпускник Морского кадетского корпуса, писатель. Событиям, связанным с судьбой отца, посвящена его повесть «Сестра декабриста».
Дочь — Поликсена (? −1909), в замужестве — Соловьёва. Мать философа В. С. Соловьёва.

## Память
Очерком «Бумаги запечатать» о жизни моряка и исследователя В. П. Романова открывается историко-научное повествование В. М. Пасецкого о поисках Северо-Западного морского пути из Тихого океана в Атлантический — «В погоне за тайной века».

## Комментарии
1. ↑  Город Александрия был образован слиянием бывших Березовского и Бечийского шанцев. Статус уездного город Александрия потерял в 1795 году и вновь приобрёл его в 1806 году. — /Кабузан В.М. Заселение Новороссии (Екатеринославской и Херсонской губерний) в XVIII — первой половине XIX века (1719—1858 гг.) — М.: Наука, 1976.- 306 с.
2. ↑  А. Ф. Лосев писал про родство дочери В. П. Романова — Поликсены Владимировны, жены В. С. Соловьёва — со Г. С. Сковородой, что «по одной генеалогии, он приходился ей двоюродным дедом, а по другой — даже двоюродным прадедом». — /Лосев А.Ф. Владимир Соловьёв и его время — М.: Молодая гвардия, 2009. — 617 с. ISBN 978-5-235-03148-7
3. ↑  Предназначенный для продажи испанскому правительству «Проворный» вышел из Кронштадта 11 aвгуста 1818 года и в октябре был передан испанцам. Члены экипажа вернулись в Россию на линкоре «Юпитер».
4. ↑  Позднее император Александр I, который не захотел осложнять дипломатические отношения с Англией, наложил своё вето на расширение сферы влияния Российско-американской компании в Северной Америке. — /История Русской Америки. Т. 3: Русская Америка от зенита к закату (1825—1867) — М.: Международные отношения, 1999. — С.155
5. ↑  В московской исторической библиотеке хранится экземпляр книги Н. А. Бестужева «Плавание фрегата Проворного в 1824 году» с дарственной надписью «Любезному другу Владимиру Павловичу Романову от Бестужева».
6. ↑  Херсонский губернатор А. Ф. Комстадиус уже после ареста В. П. Романова в соответствии с полученным запросом сведений о поручике Александрийского гусарского полка И. И. Сухинова поручил выяснить «осторожнейше в Александрийском уезде, не имел ли Сухинов связей с Владимиром Романовым, который, вследствие предписания ко мне г. военного министра, в половине сего месяца взят и отправлен к его императорскому величеству» — Оксман Ю. Поимка поручика Сухинова — //Декабристы. Неизданные материалы и статьи — М.:1925. — С. 53-74.
7. ↑  Имя В. П. Романова включено историком П. В. Ильиным в список 83 подозреваемых лиц, которые были привлечены к главному следственному процессу по делу декабристов и наказаны в административном (несудебном) порядке.
8. ↑  На борту корабля «Париж» во время осады Варны находился император Николай I.
9. ↑  Переиздание: Романов В. П. Отрывок из походных записок в Испанию — /Русские в Испании — М.: Центр книги Рудомино, 2012. — Кн. 1: Век XVII — век XIX. — 2012. — 719 с. ISBN 978-5-7380-0375-2